# Цвєтки (Тверська область)
Цвєтки (рос. Цветки) — присілок в Торопецькому районі Тверської області Російської Федерації.
Населення становить 71 особу. Входить до складу муніципального утворення Подгородненське сільське поселення.

## Історія
Від 2005 року входить до складу муніципального утворення Подгородненське сільське поселення.

## Населення
| 2010 |
| ---- |
| 71   |